# ECOWAS Monitoring Group

Karte der ECOWAS-Staaten

Die ECOWAS Monitoring Group (ECOMOG, deutsch ECOWAS-Überwachungsgruppe) war eine multinationale, von der Westafrikanischen Wirtschaftsgemeinschaft (ECOWAS) eingesetzte Streitkraft. Durch die Führung von Nigeria war die Truppe logistisch, personell und finanziell stark von den nigerianischen Streitkräften abhängig. Weitere truppenstellende Staaten waren unter anderem Ghana, Guinea, Sierra Leone, Gambia, Liberia, Mali, Burkina Faso und Niger.
ECOMOG intervenierte in drei bewaffneten westafrikanischen Konflikten: im Liberianischen Bürgerkrieg, im Bürgerkrieg in Sierra Leone und im Bürgerkrieg in Guinea-Bissau. ECOMOG stellt dabei den ersten afrikanischen Versuch dar, nach Ende des Kalten Krieges einen eigenen, regionalen Sicherheitsmechanismus zur Eindämmung einer militärischen Krise einzusetzen.

## Geschichte
Nigeria, Ghana und andere ECOWAS-Mitglieder unterzeichneten am 29. Mai 1981 in Freetown, Sierra Leone, ein Protokoll über gegenseitigen Beistand. Neben der Einrichtung eines Defence Committee and Council (dt. Rat für Verteidigung) legte das Protokoll die Grundlagen für eine Allied Armed Force of the Community (AAFC) (dt. Vereinigte Streitkraft der Gemeinschaft).
Nach Ausbruch des Bürgerkrieges in Liberia wurde auf dieser Grundlage auf einer Tagung des Standing Mediation Committee am 6. und 7. August 1990 in Banjul, Gambia, durch anglophone ECOWAS-Staaten die ECOMOG geschaffen. Der nigerianische Wissenschaftler Adekeye Adebajo schrieb 2002, dass „es Begründetheit gab, dass die Gründung von ECOMOG nicht den verfassungsrechtlichen Anforderungen von ECOWAS entsprach“. Laut Adekeye Adebajo berief sich dieses Gremium „auf wackeligen rechtlichen Grundlagen.“ Adebajo schlussfolgerte, dass die Argumente, mit denen ECOMOG errichtet wurde, eher politischer als gesetzlicher Natur waren. Richtlinien wurden nicht befolgt und ECOMOG wurde hauptsächlich durch humanitäre Gründe gerechtfertigt.
Nach der gescheiterten Inter-African Force, die 1981 im Auftrag der Organisation für Afrikanische Einheit im Tschad intervenieren sollte, repräsentierte ECOMOG in Afrika den ersten glaubhaften Versuch einer regionalen Sicherheitsinitiative.

### Erster Einsatz in Liberia

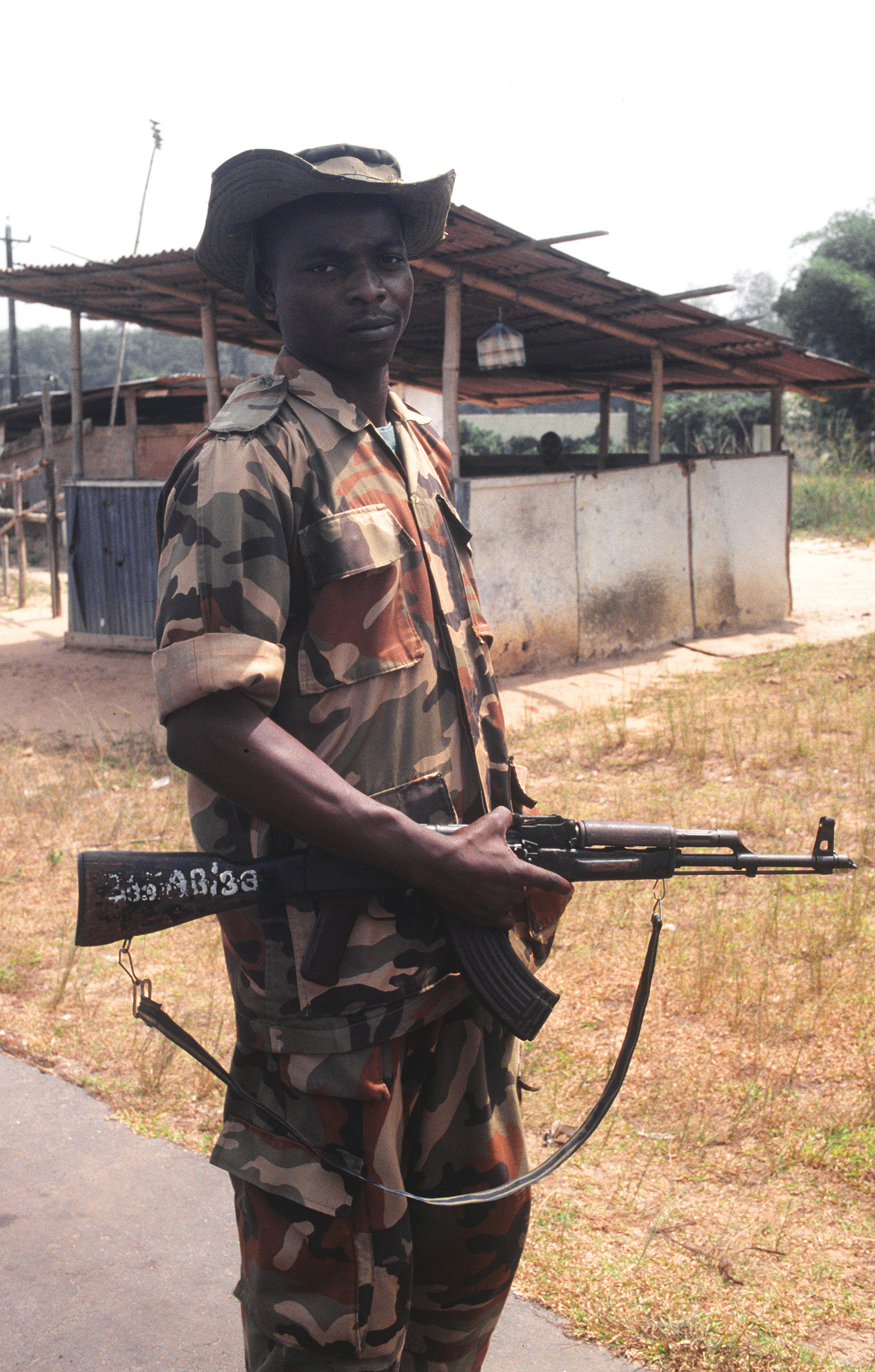
Ein nigerianischer ECOMOG-Soldat außerhalb Monrovia, Liberia (1997)

Die englischsprachigen Mitglieder von ECOMOG handelten, da mehrere frankophone ECOWAS-Mitglieder den Einsatz eindringlich ablehnten. Die Oberhäupter von Burkina Faso und der Elfenbeinküste unterstützten Charles Taylor in seinem Versuch Samuel Doe seines Amtes zu entheben. Im Gegensatz zu den typischen UN-Missionen dieser Tage, beinhaltete ECOMOG’s erster Einsatz den Kampf in einem vielseitigen Bürgerkrieg, mit dem Bestreben, die Kriegsparteien auseinanderzuhalten.

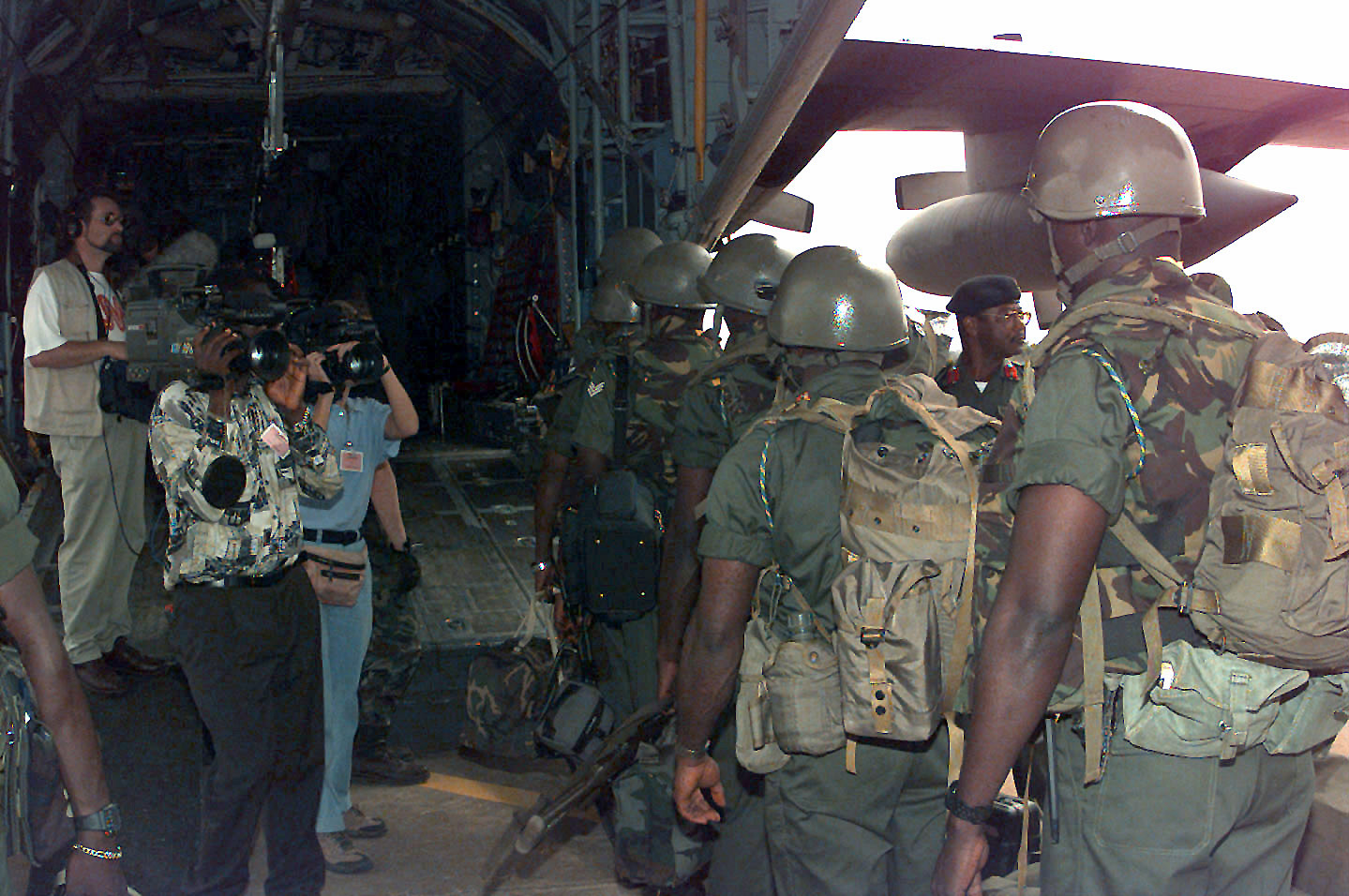
ECOMOG-Truppen aus Ghana gehen an Bord einer USAF C-130E „Hercules“, 18. Februar 1997

Der erste Kommandeur der Streitkräfte war Generalleutnant Arnold Quainoo aus Ghana, jedoch folgte nach ihm eine ununterbrochene Linie an nigerianischen Offizieren. Generalmajor Joshua Dogonyaro übernahm die Führung, nachdem Quainoo kurz nach dem durch Yormie Johnson und seiner Independent National Patriotic Front of Liberia verursachten Tod von Samuel Doe am 9. September 1990 wegen Beratungen mit ranghohen ECOWAS-Beamten Monrovia verlassen hatte.

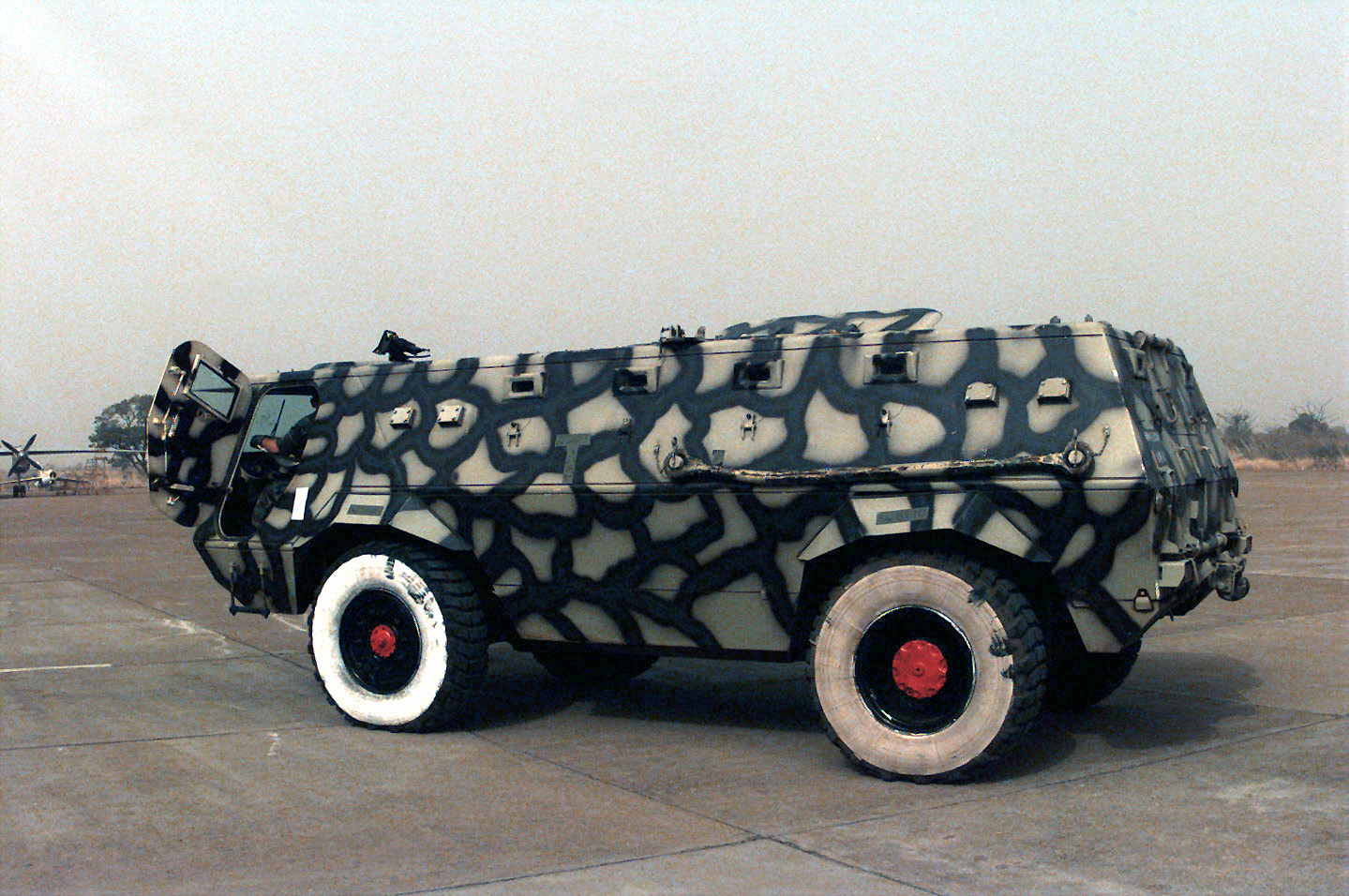
Ein malischer Fahd-Transportpanzer wird vorbereitet, im Rahmen der Operation Assured Lift nach Liberia zu verlegen, 23. Februar 1997

Nachdem Taylor die Anwesenheit der anglophonen Ghanaer und Nigerianer als opponierend bemerkte, wurden senegalesische Truppen mit finanzieller Unterstützung der Vereinigten Staaten in das Land entsendet. Ihr Einsatz war nach einer Konfrontation mit Taylor-loyalen Kräften in Vahun, Lofa County, am 28. Mai 1992 jedoch nur von kurzer Dauer. Sechs Senegalesen wurden getötet, als Anhänger der NPFL ihr Fahrzeug umstellten, sie zur Aufgabe und zur Abgabe ihrer Waffen aufforderten. Alle der von Senegal entsendeten 1500 Soldaten wurden bis Mitte Januar 1993 abgezogen.
Während der Mission führte die Korruption und die organisierte Plünderung durch ECOMOG-Truppen zum von Liberianern geschaffenen Akronym Every Car Or Movable Object Gone. Stephen Ellis berichtete von einem der ungeheuerlichsten Beispiele, als die Buchanan-Eisenerz-Maschinen weiterverkauft wurden, während das Buchanan-Gelände unter der Kontrolle von ECOMOG war.
Das Außenministerium der Vereinigten Staaten besorgte der Streitkraft durch die US-amerikanische Firma Pacific Architects & Engineers logistische Hilfe, welche wiederum Lastwagen und Fahrer bereitstellten. Fünf C-130 Hercules der USAF transportierten außerdem afrikanische Truppen und Versorgungsgüter während der Operation Assured Lift zwischen Februar und März 1997.
Nachdem Charles Taylor am 19. Juli 1997 zum Präsidenten von Liberia gewählt wurde, zog der letzte ECOMOG-Kommandeur, General Timothy Shelpidi, die Truppen bis zum Ende des Jahres 1998 ab.
Der ECOMOG-Einsatz in Liberia steht aufgrund der fraglichen Legalität, Menschenrechtsverletzungen, mangelnder Disziplin, logistischer Mängel und Parteiigkeit massiv in der Kritik. Andererseits konnten die ECOMOG-Truppen im Land sichere Orte schaffen und trotz der halbherzigen Bemühungen einen relativ stabilen Frieden zustande bringen. Der wichtigste Verdienst besteht jedoch in der Bereitschaft der afrikanischen Länder, in einem international ignorierten und die regionale Stabilität bedrohenden Konflikt einzugreifen.

### Einsätze in Sierra Leone und Guinea-Bissau
Später setzte die ECOWAS die ECOMOG-Streitkraft zur Überwachung von Konflikten in folgenden Fällen ein:
- 1997 – Sierra Leone – Stopp der RUF-Rebellion
- 1999 – Guinea-Bissau – Beendigung des  Bürgerkrieges in Guinea-Bissau[10]

Ab 1993 unterstützten ECOMOG-Truppen aus Nigeria und Ghana die Armee von Sierra Leone bei ihrem Kampf gegen die Revolutionary United Front RUF. Unter Mithilfe der südafrikanischen Söldnerkompanie Executive Outcomes konnten sie 1995 eine Besetzung der Hauptstadt Freetown durch die RUF verhindern.
Im Jahr 2001 plante ECOWAS die Entsendung von 1700 Soldaten entlang der Grenze zwischen Guinea und Liberia um ein Eindringen von Kämpfern zu verhindern, die sich der 1998 gewählten Regierung widersetzten. Aufgrund der Kämpfe zwischen der neuen Regierung unter Charles Taylor und der neuen Rebellenbewegung namens Liberians United for Reconciliation and Democracy (LURD) sowie einem Finanzierungsmangel wurde jedoch keine Streitkraft tatsächlich eingesetzt.

### Einsatz in der Elfenbeinküste
Nachdem die Elfenbeinküste im Jahr 2002 durch einen Militärputsch destabilisiert wurde und eine Anfrage der ivorischen Regierung erfolgte, reagierte ECOWAS und stellte die West African States Peacekeeping Force (ECOFORCE) zusammen. Problematisch war dabei die Zurückhaltung der Mitgliedsstaaten in Bezug auf Entsendung von Truppen. Wie beim letzten Einsatz verzichtete Nigeria auch diesmal auf eine Teilnahme. Zwar unterstützten westliche Staaten wie die Vereinigten Staaten, Großbritannien und Frankreich die Mission logistisch und finanziell, jedoch war das Truppenkontingent viel zu klein um die Aufgaben bewältigen zu können, auch wenn diese mittlerweile erfahrener und besser auf solche Situationen vorbereitet waren. Außerdem waren die Rules of Engagement, die Verhaltensregeln für die militärischen Kräfte, bereits vor dem Einsatz festgelegt. Der Erfolg der Mission stellte sich dennoch erst ein, als Frankreich mit einer eigenen Mission, Opération Licorne, intervenierte.

### Zweiter Einsatz in Liberia
Im Jahr 2003 startete ECOWAS unter Druck der Vereinigten Staaten eine ähnliche Mission namens ECOMIL, um die Besetzung von Monrovia durch Rebellen während der Friedensverhandlungen nach einem erneuten Gewaltausbruch in Liberia aufzuhalten. In diesem Fall konnte innerhalb kürzester Zeit eine schlagkräftige, mehrere tausend Soldaten starke ECOWAS-Truppe aufgestellt werden, da Nigeria sich am Einsatz beteiligte. Da ECOMIL als Zwischenlösung angedacht war, wurde es zügig durch die UNMIL-Mission der Vereinten Nationen ersetzt.

## Fazit und Folgen
Bei den Einsätzen in Liberia und Sierra Leone stellte Nigeria mehr als 75 Prozent des Budgets und der Truppen für die ECOMOG-Missionen. Die Mission in Guinea-Bissau scheiterte aufgrund der fehlenden Teilnahme Nigerias und die Mission in der Elfenbeinküste war nur durch die Verlegung von französischen Truppen in die Krisenregion erfolgreich. Dies zeigt den Stellenwert von Nigeria als Garant für Sicherheit in Westafrika.
Ein weiteres Problem stellt die Konkurrenz zwischen anglophonen und frankophonen Ländern dar. In Liberia und Sierra Leone wurde Nigeria aufgrund nationaler Interessen aktiv. In Guinea-Bissau und der Elfenbeinküste hingegen erfolgte eine starke finanzielle Unterstützung durch Frankreich, Nigeria lehnte eine Intervention in diesen Ländern ab. Eine gemeinsame Sicherheitspolitik innerhalb der ECOWAS-Staaten war nicht zu erkennen. Um diese Probleme zu begegnen, gab es ab dem Jahr 1999 Gespräche. Dabei wurde der Mediation and Security Council geschaffen, welcher Missionen nur mit einer Zweidrittelmehrheit aller Mitglieder beschließen kann. Außerdem wurde mit der Schaffung einer ECOMOG Standby Force begonnen, um schneller Truppenkontingente aus den einzelnen Mitgliedsstaaten verbindlich mobilisieren zu können. Diese Streitkraft hat folgende Aufgaben:
- Überwachung und Kontrolle von Waffenstillständen
- Erhaltung und Schaffung von Frieden
- Durchführung humanitärer Interventionen
- Ausführung von präventiven Einsätzen
- Entwaffnung und Demobilisierung von irregulären Streitkräften

## Kommandeure
| Kommandeur                               | Einsatzland   | Zeitraum  |
| ---------------------------------------- | ------------- | --------- |
| Generalmajor Gabriel Kpamber             | Sierra Leone  | 2000      |
| Brigadegeneral Abu Ahmadu                | Sierra Leone  | 2000      |
| General Maxwell Khobe                    | Sierra Leone  | 1999      |
| Generalmajor Felix Mujakperuo            | Sierra Leone  | 1999      |
| Brigadegeneral Abdul One Mohammed        | Sierra Leone  | 1998      |
| Brigadegeneral G. Kwabe                  | Liberia       | 1998      |
| Brigadegeneral Abdul One Mohammed        | Liberia       | 1998      |
| General Rufus Kupolati                   | Liberia       | 1998      |
| Generalmajor Timothy Shelpidi            | Guinea-Bissau | 1997      |
| Generalleutnant Chikadibia Isaac Obiakor | Liberia       | 1996–1997 |
| Brigadegeneral Victor Malu               | Liberia       | 1993      |
| Brigadegeneral Adetunji Idowu Olurin     | Liberia       | 1992–1993 |
| Generalmajor Joshua Dogonyaro            | Liberia       | 1991      |
| General Arnold Quainoo                   | Liberia       | 1990      |

## Struktur
Ursprünglich bestand ECOMOG aus hundert, mehrheitlich nigerianischen Soldaten. Aufgrund der Gewalt und des Ausmaßes des liberianischen Bürgerkriegs stieg die Zahl der ECOMOG-Truppen auf 20.000 Soldaten an. Durch das Abkommen von 1999, welches eine permanente ECOMOG-Truppe forderte, wurde ECOMOG auf die Stärke einer Brigade festgesetzt.
Bisher haben zwölf ECOWAS-Mitgliedsstaaten Truppenkontingente für ECOMOG abgestellt:
| | - Guinea - Burkina Faso - Elfenbeinküste | - Ghana - Guinea-Bissau - Mali | - Niger - Nigeria - Senegal | - Sierra Leone - Togo - Gambia |
| Zwei Staaten ohne ECOWAS-Mitgliedschaft haben ebenfalls bereits Truppen im Rahmen von ECOMOG entsendet: |                                          |                                |                             |                                |
| | - Uganda                                 | - Tansania                     |                             |                                |

### ECOWAS und ECOMOG
- PROFILE: ECONOMIC COMMUNITY OF WEST AFRICAN STATES (ECOWAS) (PDF, 266 kB) abgerufen am 24. Januar 2013
- Mitikishe Maxwell Khobe: The Evolution and Conduct of ECOMOG Operations in West Africa, Chief of Defence Staff, Republic of Sierra Leone, publiziert im Monograph Nr. 44, Februar 2000, Institute for Security Studies, Südafrika, abgerufen am 24. Januar 2013
- E T Dowyaro: ECOMOG Operations in West Africa: Principles and Praxis, Office of the Chief of Army Staff, Nigerian Army, publiziert im Monograph Nr. 44, Februar 2000, Institute for Security Studies, Südafrika, abgerufen am 24. Januar 2013
- Comfort Ero: ECOMOG: A model for Africa?, Centre for Defence Studies, King’s College London, publiziert in Monograph Nr. 46, Februar 2000, Institute for Security Studies, Südafrika, abgerufen am 24. Januar 2013
- ECOMOG: Peacekeeper or Participant?, BBC News Online, 11. Februar 1998, abgerufen am 24. Januar 2013
- Profile: Ecomog, BBC News Online, 17. Juni 2004, abgerufen am 24. Januar 2013

### Menschenrechtsverletzungen
- LIBERIA – Waging War to Keep the Peace: The ECOMOG Intervention and Human Rights publiziert in Human Rights Watch World Reports, Volume 5, Issue No. 6, June 1993, abgerufen am 24. Januar 2013
- Bericht von Human Rights Watch über von ECOMOG verübte Menschenrechtsverletzungen in Sierra Leone, Juli 1999 (PDF, 1,2 MB) abgerufen am 24. Januar 2013
- United States Bureau of Citizenship and Immigration Services: Sierra Leone: Information on the 1997 coup d'etat, ECOMOG harassment of civilians, and the current situation in Sierra Leone, 5. Januar 2000, abgerufen am 24. Januar 2013